# Bomberman Max
Bomberman Max (ボンバーマンＭＡＸ, Bonbāman Makkusu) es un videojuego de acción protagonizado por Bomberman y realizado para Game Boy Color. Se lanzaron dos versiones al mercado, Bomberman Max: Blue Champion y Bomberman Max: Red Challenger, manejándose en el primero a Bomberman y en el segundo a Max. El juego llegó al mercado el 17 de diciembre de 1999 en Japón y el 9 de mayo de 2000 en Estados Unidos, no llegando a ver la luz en Europa
Bomberman Max cuenta a su vez con una secuela en Game Boy Advance titulada Bomberman Max 2, la cual cuenta también con dos versiones, una azul manejándose a Bomberman y otra roja manejándose a Max. En este caso, a diferencia del primero, sí llegó a Europa.

## Historia
La historia del juego es la misma en ambas versiones. Una inteligencia artificial denominada "Brain" ha transformado 5 felices y tranquilos planetas en 5 mecánicos mundos fríos y oscuros. Tanto Bomberman como Max oyeron los gritos de angustia de los "Charabombs", habitantes de aquellos planetas, y comenzaron una carrera para ver quien podía salvar a los Charabombs y derrotar primero al enemigo Brain.

## Juego
Bomberman y Max deben superar 100 niveles diferentes, todos ellos con diseños y vistas clásicos de los juegos de Bomberman. Mientras que en cada nivel hay varias tareas a realizar, el juego principal sigue siendo el antiguo y buen uso de las bombas para abrirse camino.

## Bomberman Max Ain
Además de estas dos versiones del juego, también llegó a Game Boy Color otra versión titulada Bomberman Max Ain, el cual estuvo únicamente disponible como premio de un sorteo organizado por Pentel Ain anunciándose el juego en una campaña. En este concurso se distribuyeron 2000 copias de Bomberman Max Ain.